# Jan Amor Tarnowski

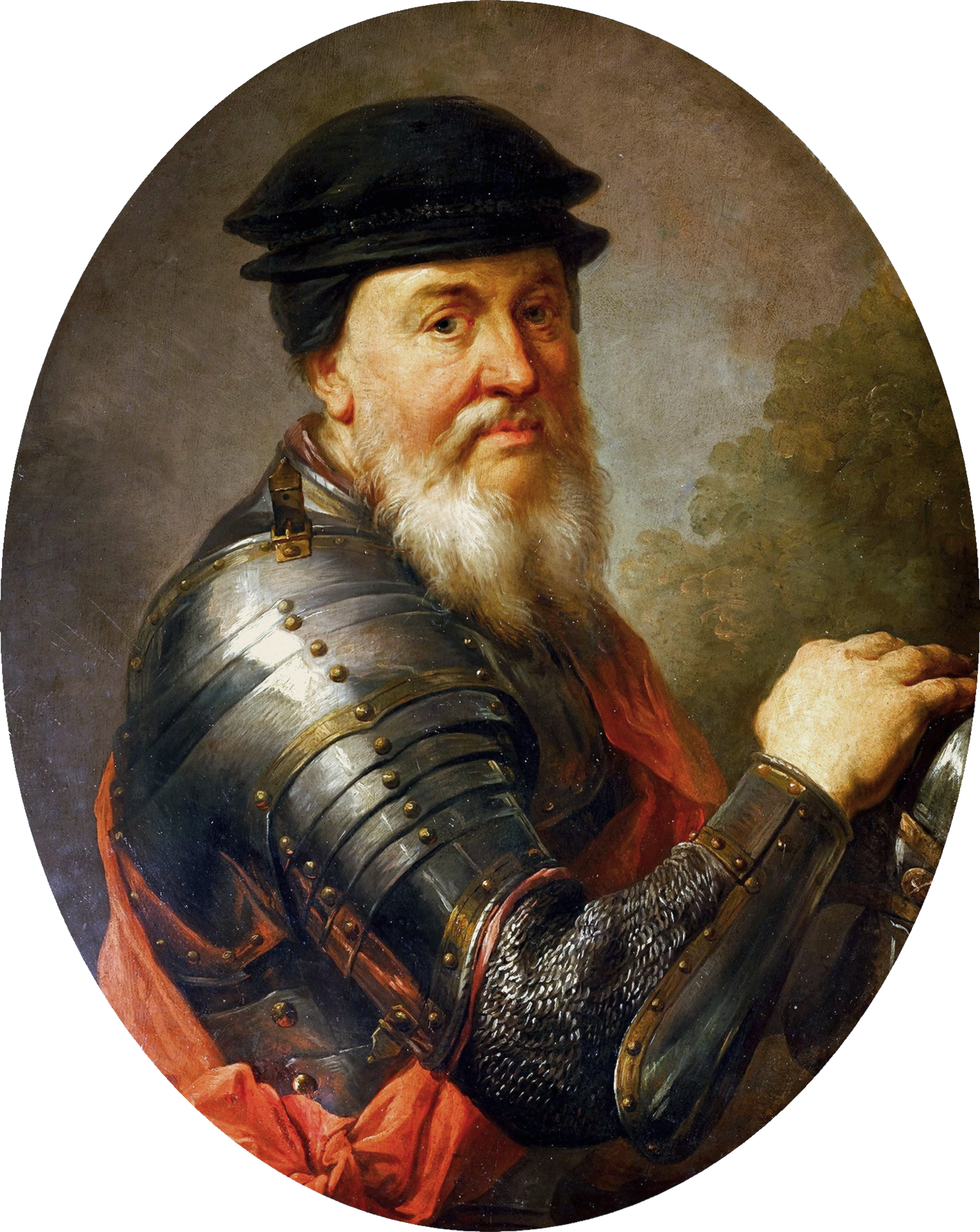
Großhetman der polnischen Krone, Jan Amor Tarnowski, militärischer Führer des Königreichs Polen im 16. Jahrhundert

Jan Amor Tarnowski (* 1488 in Tarnów; † 16. Mai 1561 in Wiewiórka, Kleinpolen) war ein polnischer Adeliger, Beamter im Staatsdienst, Großhetman der polnischen Krone sowie Reichsgraf des Heiligen Römischen Reiches und Gründer von Tarnopol (heute Ternopil im Westen der Ukraine).

## Leben
Jan Amor Tarnowski wurde am 2. April 1527 Wojwode der Wojewodschaft Ruthenia. Durch seinen vehementen Einsatz für das Königreich Polen wurde er mit den Ämtern eines Kastellans von Krakau und Starosten von Sandomir belehnt.
Er siegte 1531 in der Schlacht bei Obertyn in Nähe der Kleinstadt Obertyn gegen ein Heer der Moldauer unter der Führung des Hospodars Petru Rareș. Im Osten kämpfte er erfolgreich gegen das Moskowiter Reich. Er konnte während des Litauisch-Moskowitischen Krieges 1534–1537, an dem sich auch Polen an der Seite Litauens beteiligte, die sewerischen Städte Homel und Starodub für das Großfürstentum Litauen zurückerobern, die 1503 an Großfürst Iwan III. gefallen waren.
Tarnowski gründete im Jahr 1540 die Stadt Tarnopol als polnischen Militärstützpunkt und Festung.